# Annalisa Diaz
Annalisa Diaz Cao (Cagliari, 19 gennaio 1935 – Cagliari, 3 ottobre 2021) è stata una politica italiana impegnata sui temi del femminismo.

## Biografia
Dal 1987 al 1992 Annalisa Diaz fu deputata nelle liste della Sinistra Indipendente, eletta col sostegno di militanti e femministe. Deputata nella X legislatura, non venne poi rieletta nel 1992.
Si candidò alla Camera dei Deputati su richiesta di varie compagne di movimento alcune delle quali facevano parte del PCI, nel periodo in cui Livia Turco, con Alessandra Bocchetti e Franca Chiaromonte scrivevano la "Carta delle donne: dalle donne la forza delle donne"
La storia di Annalisa Diaz attraversò quaranta anni di politica delle donne. Fu fondatrice e animatrice del Centro di documentazione e studi delle donne di Cagliari , gestito dalla cooperativa La Tarantola, che nel 1977 unì due storici collettivi cagliaritani, Ricerca femminista di via Genovesi e il Collettivo di via Donizetti. L'anno successivo La tarantola aprì anche la Libreria delle donne che nell'85 chiude trasformandosi in casa editrice. Presidente di La Tarantola, dal 1996 al 2008 fu presidente anche della Rete Lilith di cui era stata tra le fondatrici. 
Nella attività parlamentare mise a frutto le sue competenze giuridiche, partecipando alla formulazione e presentazione di 68 progetti di legge, di cui quindici sono diventati leggi. L'impegno più forte fu quello relativo al lavoro delle donne e ad alcuni iter professionali che discriminavano fino a quel momento la partecipazione femminile al mercato del lavoro. Lavorò alle norme di ammissione del personale femminile nel Corpo forestale e nella Guardia di Finanza [Legge 30/6/1990].
Svolse un ruolo nella discussione parlamentare sulla violenza sessuale contro le donne. Nel dibattito tra procedibilità d'ufficio e querela di parte si schierò per quest'ultima posizione, con la convinzione che fosse quella più vicina ad accogliere le scelte delle donne che hanno subito il danno, per renderle protagoniste nelle decisioni da affrontare.
Nel dibattito sulla legge sull'interruzione volontaria di gravidanza, poi L. 194, fu favorevole alla depenalizzazione, così come una parte importante del movimento femminista che sosteneva la necessità di orientarsi verso l'autodeterminazione delle donne.

## Scritti
- Annalisa Diaz, L'esperienza dei centri di documentazione delle donne in rete, in Marisa Forcina e Pina Nuzzo (a cura di), Sapere delle donne e trasmissione: centri e riviste: atti del Seminario di studi, Lecce, 13 febbraio 1996, Lecce, Milella, 1997 [IT\ICCU\LO1\1842006].
- Annalisa Diaz, Reti di reti, in www.donne.toscana.it: formazione a distanza e creazione di nuovi lavori: intrecci tra nuove tecnologie e cultura delle donne, Firenze, 2001. URL consultato il 17 novembre 2022.
- Annalisa Diaz e et al., Le cooperative femminili in Sardegna, a cura di Anna Oppo, Cagliari, La tarantola, 1986.
- Annalisa Diaz, Alida Manca e Francesca Succu (a cura di), Donne e cristianesimo tra valorizzazione e obbedienza: seminario, dicembre 1995: ricerca bibliografica, Cagliari, La tarantola, 1997.